# Solec Kujawski
Solec Kujawski (Duits: Schulitz) is een stad in het Poolse woiwodschap Koejavië-Pommeren, gelegen in de powiat Bydgoski. De oppervlakte bedraagt 18,65 km², het inwonertal 14.958 (2005).

## Verkeer en vervoer
- Station Solec Kujawski

Stadsdistricten:
Bydgoszcz · Grudziądz · Toruń · Włocławek

Districten:
Aleksandrów · Brodnica · Bydgoszcz · Chełmno · Golub-Dobrzyń · Grudziądz · Inowrocław · Lipno · Mogilno · Nakło · Radziejów · Rypin · Sępólno · Świecie · Toruń · Tuchola · Wąbrzeźno · Włocławek · Żnin

Grootste steden:
Brodnica · Bydgoszcz · Chełmno · Chełmża · Grudziądz · Inowrocław · Nakło nad Notecią · Rypin · Solec Kujawski · Świecie · Toruń · Włocławek